# Mała Bertynówka
Mała Bertynówka ist ein kleiner Ort in der polnischen Woiwodschaft Ermland-Masuren und gehört zur Gmina Reszel (Stadt- und Landgemeinde Rößel) im Powiat Kętrzyński (Kreis Rastenburg).
Der Weiler (polnisch Osada) Mała Bertynówka liegt in der nördlichen Mitte der Woiwodschaft Ermland-Masuren, zehn Kilometer südwestlich der Kreisstadt Kętrzyn (deutsch Rastenburg) und neun Kilometer südöstlich der Stadt Reszel (Rößel).
Über die Geschichte des kleinen Ortes ist nichts belegt, auch nicht darüber, ob er vor 1945 einen deutschen Namen hatte. Eine direkte Beziehung zu dem weniger als einen Kilometer südöstlich gelegenen Dorf Bertyny (Bertienen) lässt die Ortsbezeichnung erkennen.
Kirchlich gehört Mała Bertynówka evangelischerseits nach Kętrzyn (Rastenburg), dessen Pfarrei in die Diözese Masuren der Evangelisch-Augsburgischen Kirche in Polen eingegliedert ist. Katholischerseits ist Mała Bertynówka mit der Pfarrei Wilkowo (Wilkendorf) und deren Filialkirche Bezławki (Bäslack) im Erzbistum Ermland verbunden.
Nach Mała Bertynówka führt von Bertyny aus ein Landweg. Einen Bahnanschluss gibt es nicht.